# Aonchotheca
Genre
Synonymes
- Skrjabinocapillaria Skarbilovich, 1946[1]

Aonchotheca est un genre de nématodes de la famille des Capillariidae.

## Description
Le stichosome est constitué d'une unique rangée de stichocytes. Chez le mâle, l'extrémité postérieure est munie de palettes caudales et plus postérieurement d'une bourse membraneuse soutenue par une ou plusieurs paires de projections étroites et allongées, souvent incurvées ventralement. Les membres de ce genre possèdent un spicule souvent bien sclérifié mais parfois indistinct. La gaine du spicule n'est pas épineuse et souvent striée transversalement. L'appendice vulvaire de la femelle est absent ou présent. La membrane externe des œufs possède des structures caractéristiques pour chaque espèce.

## Hôtes
Les espèces de ce genre parasitent le tube digestif de mammifères, moins souvent d'oiseaux et d'amphibiens,.

## Taxinomie
Le genre est décrit en 1947 par le parasitologiste espagnol Carlos Rodríguez López-Neyra. En 1991, les parasitologistes tchèques František Moravec et Vlastimil Baruš font d'Armocapillaria Gagarin & Nazarova, 1966, alors considéré comme synonyme de Pterothominx, un sous-genre d'Aonchotheca. Dans sa monographie de 2001, traitant des nématodes de la super-famille des Trichinelloidea parasitant les animaux à sang froid, Moravec révise à nouveau la famille, et Armocapillaria n'est alors plus reconnu comme valide, et le genre Skrjabinocapillaria Skarbilovich, 1946 est synonyme de Aonchotheca. Dans le même ouvrage, Moravec propose la division en sous-genres suivante :
- Aonchotheca (Aonchotheca) López-Neyra, 1947
- Aonchotheca (Avesaonchotheca) Baruš & Sergejeva, 1990

La liste d'espèces fournie ci-après est élaborée sur la base des espèces reconnues par Moravec (1982) dans sa révision des Capillariidae, et amendée d'espèces nouvellement décrites ou déplacées par la suite. L'assignation au sous-genre Aonchotheca (Avesaonchotheca) se fait selon la liste proposée par Vlastimil Baruš et Tamara Petrovna Sergejeva en 1990 pour cinq des taxons, et complétée selon le Biology Catalog proposé par Joel K. Hallan en 2008. Les autres espèces sont placées par défaut dans le sous-genre nominal Aonchotheca (Aonchotheca) et en conformité avec Hallan (2008). L'espèce Aonchotheca eubursata, originellement décrite dans le genre Skrjabinocapillaria est rapprochée du genre Aonchotheca selon Moravec (2001) : elle est donc ajoutée à la liste. À l'inverse, Paracapillaria philippinensis, placée dans le genre Aonchotheca par Moravec (1982) est déplacée pour le genre Paracapillaria par le même auteur en 2001 : elle est donc retirée de la liste.

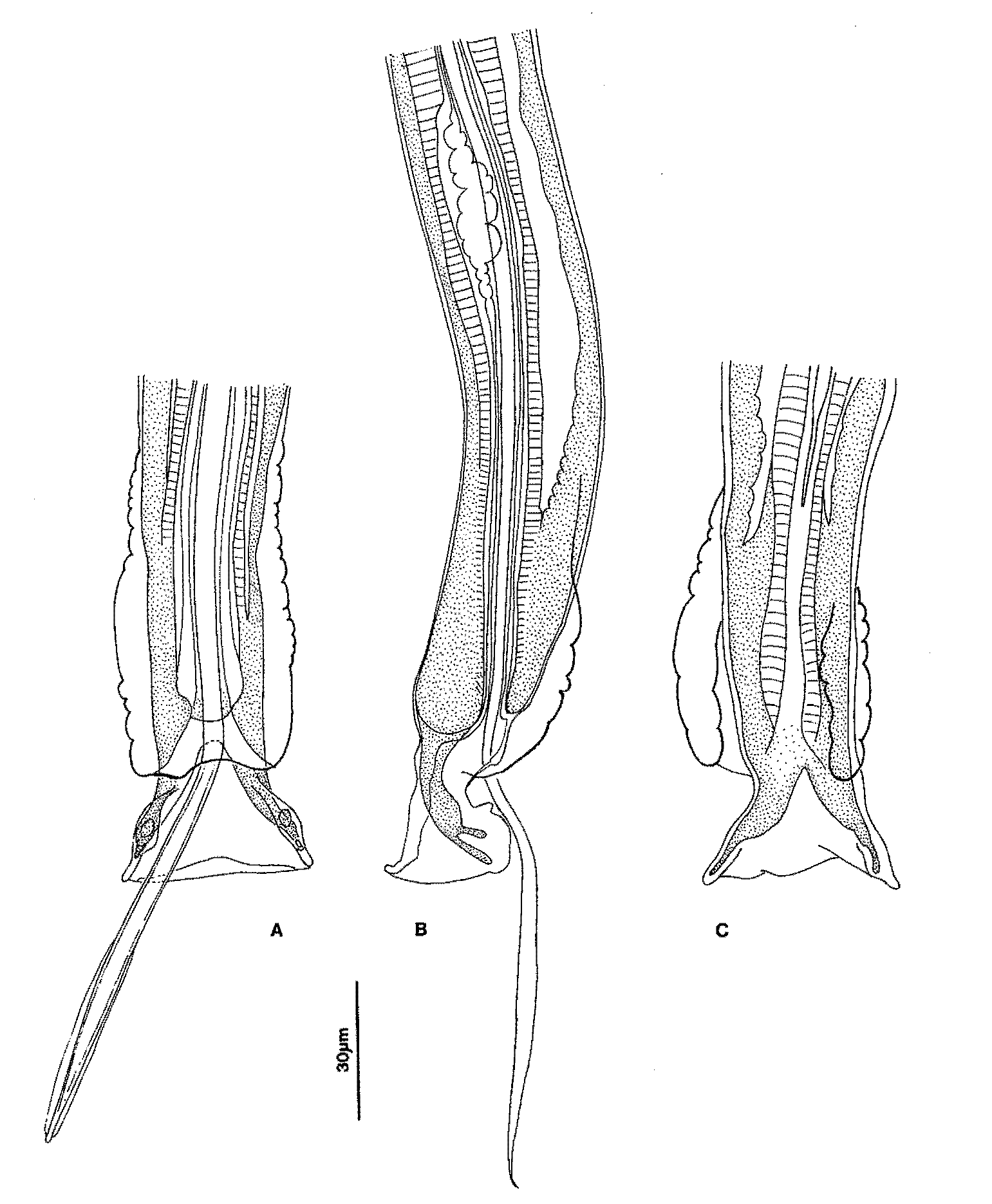
Aonchotheca (Aonchotheca) chabaudi (Justine, 1989), parasite intestinal du rhinolophe Rhinolophus silvestris au Gabon. Dessins de l'extrémité caudale du mâle.

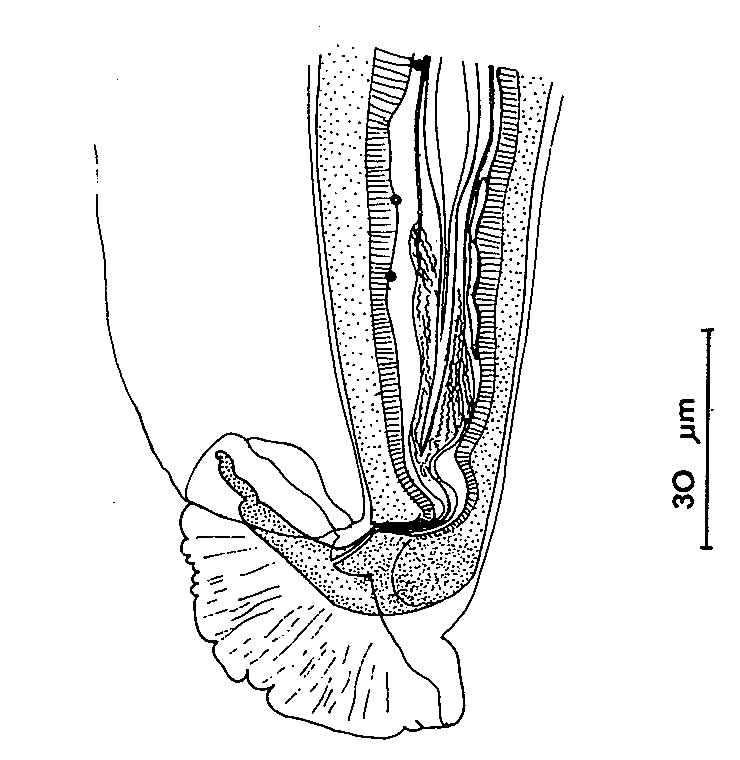
Aonchotheca (Aonchotheca) myoxinitelae (Diesing, 1851), parasite intestinal du lérot en France. Extrémité caudale du mâle.

sous-genre Aonchotheca (Aonchotheca) López-Neyra, 1947
- Aonchotheca annulosa (Dujardin, 1845)[6],[12],[13]
- Aonchotheca armeniaca (Kirschenblatt, 1939)[14]
- Aonchotheca baylisi (Quentin, 1966)[14]
- Aonchotheca bilobata (Bhalerao, 1933)[14],[13]
- Aonchotheca brevipes (Ransom, 1911)[14]
- Aonchotheca brochieri (Justine, 1988)[15],[6]
- Aonchotheca brosseti (Justine, 1989)[16],[13]
- Aonchotheca buccalis (Yamaguti, 1943)[14]
- Aonchotheca caprae (Sathianesan & Peter, 1972)[14]
- Aonchotheca chabaudi (Justine, 1989)[13]
- Aonchotheca corneti (Baer, 1959)[14]
- Aonchotheca crociduri Asakawa, Kamiya & Ohbayashi, 1988[17],[18]
- Aonchotheca cubana (Freitas & Lent, 1937)[14]
- Aonchotheca dessetae (Justine, 1990)[19],[13]
- Aonchotheca eubursata (Skarbilovitsch, 1946)[1],[20]
- Aonchotheca europaea Mas-Coma & Galan-Puchades, 1985[21]
- Aonchotheca euryali (Ricci, 1949)[14]
- Aonchotheca fideli (Rutkowska, 1980)[14]
- Aonchotheca forresteri (Kinsella & Pence, 1987)[13]
- Aonchotheca gabonensis (Justine, 1989)[16],[13]
- Aonchotheca gastrosuis (Pigolkin, 1965)[14]
- Aonchotheca italica (Ricci, 1949)[14]
- Aonchotheca kashmirensis (Raina & Kaul, 1982)[13]
- Aonchotheca kutori (Rukhlyadeva, 1946)[12]
- Aonchotheca landauae (Justine, 1990)[16],[13]
- Aonchotheca legerae (Justine, Ferté & Bain, 1987)[22],[13]
- Aonchotheca martinezi (Caballero, 1942)[14]
- Aonchotheca minuta (Chen, 1937)[10]
- Aonchotheca moschiferi (Gagarin & Nazarova, 1966)[6]
- Aonchotheca murissylvatici (Diesing, 1851)[10],[13],[12]
- Aonchotheca musimon Pisanu & Bain, 1999[13]
- Aonchotheca mustelorum (Cameron & Parnell, 1933)[10],[12]
- Aonchotheca myoxinitelae (Diesing, 1851)[22],[10],[13],[12]
- Aonchotheca nycticeiusi (Agrawal, 1965)[10]
- Aonchotheca okapi (Leiper, 1935)[10]
- Aonchotheca palmata (Chandler, 1938)[10]
- Aonchotheca papuensis (Copland, 1975)[10]
- Aonchotheca paranalis (Forstner & Geisel, 1980)[10]
- Aonchotheca parca Freitas & Dobbin, 1961[23]
- Aonchotheca pereirai (Freitas & Lent, 1936)[10],[23]
- Aonchotheca petrovi (Rukhlyadeva, 1946)[10],[12]
- Aonchotheca phyllonycteris (Baruš & Valle, 1967)[10]
- Aonchotheca pintoi (Freitas, 1934)[10],[23]
- Aonchotheca plathyspicula (Pigolkin, 1965)[10]
- Aonchotheca praeputialis (Obendorf, 1979)[24]
- Aonchotheca pulchra (Freitas, 1934)[23]
- Aonchotheca putorii (Rudolphi, 1819)[13],[12],[25]
- Aonchotheca rara (Ricci, 1949)[10]
- Aonchotheca rhinolophi (Meszaros, 1973)[10]
- Aonchotheca riukiuensis (Shoho & Machida, 1979)[10]
- Aonchotheca rivarolai (Lent, Freitas & Proenca, 1946)[10]
- Aonchotheca romana (Ricci, 1949)[10]
- Aonchotheca soricis Asakawa, Kamiya & Ohbayashi, 1988[17],[18]
- Aonchotheca tamiasstriati (Read, 1949)[10]
- Aonchotheca vietnamensis (Meszaros, 1973)[10]
- Aonchotheca viguerasi (Freitas & Lent, 1937)[10]
- Aonchotheca wioletti (Rukhlyadeva, 1950)[10]

sous-genre Aonchotheca (Avesaonchotheca) Baruš & Sergejeva, 1990
- Aonchotheca alpina (Boch & Forstner, 1959)[8]
- Aonchotheca bilobata (Bhalerao, 1933)[14]
- Aonchotheca bovis (Schnyder, 1906)[14],[26],[13],[27],[12]
- Aonchotheca bursata (Freitas & Almeida, 1934)[14],[8]
- Aonchotheca caudinflata (Molin, 1858)[14],[8]
- Aonchotheca erinacei (Rudolphi, 1819)[14],[13],[12]
- Aonchotheca exilis (Dujardin, 1845)[14],[8]
- Aonchotheca longifilla (Dujardin, 1845)[8]
- Aonchotheca speciosa (van Beneden, 1873)[10],[12]

Aonchotheca megrelica (Rodonaja, 1947), reconnu par Moravec (1982) est synonyme de Aonchotheca bilobata (Bhalerao, 1933).
Le Biology Catalog de Joel K. Hallan ajoute deux espèces au sous-genre Aonchotheca (Aonchotheca) :
- Aonchotheca magnifica Freitas & Mondonca, 1961 décrit en 1961 dans Aonchotheca[28] ;
- Aonchotheca polonica (Łukasiak & Strankowki, 1933), rapproché du genre Aonchotheca par Freitas & Mondonca (1961)[28].

Une espèce supplémentaire est décrite en 2016 sans assignation sub-générique :
- Aonchotheca yannickchavali Veciana, Chaisiri, Morand & Ribas, 2016